# Tirreno-Adriático 2009
La 44.ª edición de la Tirreno-Adriático se disputó entre el 11 y el 17 de marzo de 2009. La carrera empezó en Cecina y finalizó en San Benedetto del Tronto, después de recorrer 1042,5 km en 7 etapas.
Perteneció a las Carreras Históricas del UCI World Ranking 2009.
El ganador final fue Michele Scarponi (quien además se hizo con una etapa). Le acompañaron en el podio Stefano Garzelli y Andreas Klöden, respectivamente.
En las clasificaciones secundarias se impusieron Julien El Fares  (puntos), Egoi Martínez (montaña) y Thomas Lövkvist (equipos).

## Equipos participantes
Tomaron parte en la carrera 25 equipos: los 18 de categoría UCI ProTour; más 7 de categoría Profesional Continental mediante invitación de la organización (Acqua & Sapone-Caffè Mokambo, Barloworld, Ceramica Flaminia, Cervélo Test Team, Serramenti PVC Diquigiovanni-Androni Giocattoli, LPR Brakes-Farnese Vini y Vacansoleil). Los equipos participantes fueron:
| ProTeams (18)- BBox Bouygues Telecom - Caisse d'Épargne - Cofidis, le Crédit en Ligne - Euskaltel-Euskadi - Fuji-Servetto - La Française des jeux - Lampre-NGC - Liquigas - Rabobank - Saxo Bank - AG2R La Mondiale - Katusha - Columbia-High Road - Team Milram - Astana - Garmin-Slipstream - Quick Step - Silence-Lotto Equipos continentales profesionales (7)- Acqua & Sapone (wielerploeg) - Barloworld - Ceramica Flaminia-Bossini Docce - Cervélo TestTeam - LPR Brakes-Farnese Vini - Vacansoleil - Androni Giocattoli-Serramenti PVC Diquigiovanni |
| |

## Etapas
| Etapa     | Fecha     | Recorrido                                           | type                    | Distancia (km) | Ganador             | Líder             |
| --------- | --------- | --------------------------------------------------- | ----------------------- | -------------- | ------------------- | ----------------- |
| 1.ª etapa | 11 de mar | Cecina – Capannori                                  | etapa llana             | 147            | Julien El Fares     | Julien El Fares   |
| 2.ª etapa | 12 de mar | Volterra – Marina di Carrara                        | etapa escarpada         | 177            | Alessandro Petacchi | Julien El Fares   |
| 3.ª etapa | 13 de mar | Fucecchio – Santa Croce sull'Arno                   | etapa llana             | 166            | Tyler Farrar        | Julien El Fares   |
| 4.ª etapa | 14 de mar | Foligno – Montelupone                               | etapa escarpada         | 171            | Joaquim Rodríguez   | Joaquim Rodríguez |
| 5.ª etapa | 15 de mar | Loreto – Macerata                                   | contrarreloj individual | 30             | Andreas Klöden      | Andreas Klöden    |
| 6.ª etapa | 16 de mar | Civitanova Marche – Camerino                        | etapa de media montaña  | 235            | Michele Scarponi    | Michele Scarponi  |
| 7.ª etapa | 17 de mar | San Benedetto del Tronto – San Benedetto del Tronto | etapa llana             | 169            | Mark Cavendish      | Michele Scarponi  |

## Desarrollo de la carrera

### Etapa 1
| Cecina - Capannori | etapa llana | (147 km) |

| \| Clasificación de la etapa \| Clasificación de la etapa \| Clasificación de la etapa \| Clasificación de la etapa \| Clasificación de la etapa \| \| Ciclista \| Ciclista \| Equipo \| Tiempo \| \| \| ------------------------- \| ------------------------- \| --------------------------------- \| ------------------------- \| ------------------------- \| \| 1.º \| Julien El Fares \| Cofidis, le Crédit en Ligne \| 3 h 34 min 03 s \| \| \| 2.º \| Vladimir Duma \| Ceramica Flaminia - Bossini Docce \| + 0 s \| \| \| 3.º \| Daniele Bennati \| Liquigas \| + 12 s \| \| \| 4.º \| Alessandro Petacchi \| LPR Brakes-Farnese Vini \| + 12 s \| \| \| 5.º \| Tom Boonen \| Quick Step \| + 12 s \| \| \| 6.º \| Fabian Wegmann \| Team Milram \| + 12 s \| \| \| 7.º \| Enrico Rossi \| Nankang-Fondriest \| + 12 s \| \| \| 8.º \| Leonardo Duque \| Cofidis, le Crédit en Ligne \| + 12 s \| \| \| 9.º \| Assan Bazayev \| Astana \| + 12 s \| \| \| 10.º \| Matti Breschel \| Saxo Bank \| + 12 s \| \| |                     |                                   |                 |
| |                     |                                   |                 |
| |                     |                                   |                 |
| Clasificación de la etapa |                     |                                   |                 |
| Ciclista | Ciclista            | Equipo                            | Tiempo          |
| 1.º | Julien El Fares     | Cofidis, le Crédit en Ligne       | 3 h 34 min 03 s |
| 2.º | Vladimir Duma       | Ceramica Flaminia - Bossini Docce | + 0 s           |
| 3.º | Daniele Bennati     | Liquigas                          | + 12 s          |
| 4.º | Alessandro Petacchi | LPR Brakes-Farnese Vini           | + 12 s          |
| 5.º | Tom Boonen          | Quick Step                        | + 12 s          |
| 6.º | Fabian Wegmann      | Team Milram                       | + 12 s          |
| 7.º | Enrico Rossi        | Nankang-Fondriest                 | + 12 s          |
| 8.º | Leonardo Duque      | Cofidis, le Crédit en Ligne       | + 12 s          |
| 9.º | Assan Bazayev       | Astana                            | + 12 s          |
| 10.º | Matti Breschel      | Saxo Bank                         | + 12 s          |

| \| Clasificación general \| Clasificación general \| Clasificación general \| Clasificación general \| Clasificación general \| \| Ciclista \| Ciclista \| Equipo \| Tiempo \| \| \| --------------------- \| --------------------- \| --------------------------------- \| --------------------- \| --------------------- \| \| 1.º \| Julien El Fares \| Cofidis, le Crédit en Ligne \| 3 h 33 min 50 s \| \| \| 2.º \| Vladimir Duma \| Ceramica Flaminia - Bossini Docce \| + 5 s \| \| \| 3.º \| Daniele Bennati \| Liquigas \| + 21 s \| \| \| 4.º \| Alessandro Petacchi \| LPR Brakes-Farnese Vini \| + 25 s \| \| \| 5.º \| Tom Boonen \| Quick Step \| + 25 s \| \| \| 6.º \| Fabian Wegmann \| Team Milram \| + 25 s \| \| \| 7.º \| Enrico Rossi \| Nankang-Fondriest \| + 25 s \| \| \| 8.º \| Leonardo Duque \| Cofidis, le Crédit en Ligne \| + 25 s \| \| \| 9.º \| Assan Bazayev \| Astana \| + 25 s \| \| \| 10.º \| Matti Breschel \| Saxo Bank \| + 25 s \| \| |                     |                                   |                 |
| |                     |                                   |                 |
| |                     |                                   |                 |
| Clasificación general |                     |                                   |                 |
| Ciclista | Ciclista            | Equipo                            | Tiempo          |
| 1.º | Julien El Fares     | Cofidis, le Crédit en Ligne       | 3 h 33 min 50 s |
| 2.º | Vladimir Duma       | Ceramica Flaminia - Bossini Docce | + 5 s           |
| 3.º | Daniele Bennati     | Liquigas                          | + 21 s          |
| 4.º | Alessandro Petacchi | LPR Brakes-Farnese Vini           | + 25 s          |
| 5.º | Tom Boonen          | Quick Step                        | + 25 s          |
| 6.º | Fabian Wegmann      | Team Milram                       | + 25 s          |
| 7.º | Enrico Rossi        | Nankang-Fondriest                 | + 25 s          |
| 8.º | Leonardo Duque      | Cofidis, le Crédit en Ligne       | + 25 s          |
| 9.º | Assan Bazayev       | Astana                            | + 25 s          |
| 10.º | Matti Breschel      | Saxo Bank                         | + 25 s          |

### Etapa 2
| Volterra - Marina di Carrara | etapa escarpada | (177 km) |

| \| Clasificación de la etapa \| Clasificación de la etapa \| Clasificación de la etapa \| Clasificación de la etapa \| Clasificación de la etapa \| \| Ciclista \| Ciclista \| Equipo \| Tiempo \| \| \| ------------------------- \| ------------------------- \| ----------------------------------------------- \| ------------------------- \| ------------------------- \| \| 1.º \| Alessandro Petacchi \| LPR Brakes-Farnese Vini \| 4 h 32 min 42 s \| \| \| 2.º \| Daniele Bennati \| Liquigas \| + 0 s \| \| \| 3.º \| Koldo Fernández de Larrea \| Euskaltel-Euskadi \| + 0 s \| \| \| 4.º \| Dominique Rollin \| Cervélo TestTeam \| + 0 s \| \| \| 5.º \| Luca Paolini \| Acqua & Sapone - Caffè Mokambo \| + 0 s \| \| \| 6.º \| Manuel Belletti \| Serramenti PVC Diquigiovanni-Androni Giocattoli \| + 0 s \| \| \| 7.º \| Stuart O'Grady \| Saxo Bank \| + 0 s \| \| \| 8.º \| Enrico Rossi \| Nankang-Fondriest \| + 0 s \| \| \| 9.º \| Baden Cooke \| Vacansoleil \| + 0 s \| \| \| 10.º \| Allan Davis \| Quick Step \| + 0 s \| \| |                           |                                                 |                 |
| |                           |                                                 |                 |
| |                           |                                                 |                 |
| Clasificación de la etapa |                           |                                                 |                 |
| Ciclista | Ciclista                  | Equipo                                          | Tiempo          |
| 1.º | Alessandro Petacchi       | LPR Brakes-Farnese Vini                         | 4 h 32 min 42 s |
| 2.º | Daniele Bennati           | Liquigas                                        | + 0 s           |
| 3.º | Koldo Fernández de Larrea | Euskaltel-Euskadi                               | + 0 s           |
| 4.º | Dominique Rollin          | Cervélo TestTeam                                | + 0 s           |
| 5.º | Luca Paolini              | Acqua & Sapone - Caffè Mokambo                  | + 0 s           |
| 6.º | Manuel Belletti           | Serramenti PVC Diquigiovanni-Androni Giocattoli | + 0 s           |
| 7.º | Stuart O'Grady            | Saxo Bank                                       | + 0 s           |
| 8.º | Enrico Rossi              | Nankang-Fondriest                               | + 0 s           |
| 9.º | Baden Cooke               | Vacansoleil                                     | + 0 s           |
| 10.º | Allan Davis               | Quick Step                                      | + 0 s           |

| \| Clasificación general \| Clasificación general \| Clasificación general \| Clasificación general \| Clasificación general \| \| Ciclista \| Ciclista \| Equipo \| Tiempo \| \| \| --------------------- \| --------------------- \| --------------------------- \| --------------------- \| --------------------- \| \| 1.º \| Julien El Fares \| Cofidis, le Crédit en Ligne \| 8 h 06 min 32 s \| \| \| 2.º \| Alessandro Petacchi \| LPR Brakes-Farnese Vini \| + 15 s \| \| \| 3.º \| Daniele Bennati \| Liquigas \| + 15 s \| \| \| 4.º \| Enrico Rossi \| Nankang-Fondriest \| + 24 s \| \| \| 5.º \| Leonardo Duque \| Cofidis, le Crédit en Ligne \| + 25 s \| \| \| 6.º \| Assan Bazayev \| Astana \| + 25 s \| \| \| 7.º \| Matti Breschel \| Saxo Bank \| + 25 s \| \| \| 8.º \| Lorenzo Bernucci \| LPR Brakes-Farnese Vini \| + 25 s \| \| \| 9.º \| Filippo Pozzato \| Katusha \| + 25 s \| \| \| 10.º \| George Hincapie \| Columbia-High Road \| + 25 s \| \| |                     |                             |                 |
| |                     |                             |                 |
| |                     |                             |                 |
| Clasificación general |                     |                             |                 |
| Ciclista | Ciclista            | Equipo                      | Tiempo          |
| 1.º | Julien El Fares     | Cofidis, le Crédit en Ligne | 8 h 06 min 32 s |
| 2.º | Alessandro Petacchi | LPR Brakes-Farnese Vini     | + 15 s          |
| 3.º | Daniele Bennati     | Liquigas                    | + 15 s          |
| 4.º | Enrico Rossi        | Nankang-Fondriest           | + 24 s          |
| 5.º | Leonardo Duque      | Cofidis, le Crédit en Ligne | + 25 s          |
| 6.º | Assan Bazayev       | Astana                      | + 25 s          |
| 7.º | Matti Breschel      | Saxo Bank                   | + 25 s          |
| 8.º | Lorenzo Bernucci    | LPR Brakes-Farnese Vini     | + 25 s          |
| 9.º | Filippo Pozzato     | Katusha                     | + 25 s          |
| 10.º | George Hincapie     | Columbia-High Road          | + 25 s          |

### Etapa 3
| Fucecchio - Santa Croce sull'Arno | etapa llana | (166 km) |

| \| Clasificación de la etapa \| Clasificación de la etapa \| Clasificación de la etapa \| Clasificación de la etapa \| Clasificación de la etapa \| \| Ciclista \| Ciclista \| Equipo \| Tiempo \| \| \| ------------------------- \| ------------------------- \| ------------------------------ \| ------------------------- \| ------------------------- \| \| 1.º \| Tyler Farrar \| Garmin-Slipstream \| 3 h 53 min 48 s \| \| \| 2.º \| Mark Cavendish \| Columbia-High Road \| + 0 s \| \| \| 3.º \| Enrico Rossi \| Nankang-Fondriest \| + 0 s \| \| \| 4.º \| Tom Boonen \| Quick Step \| + 0 s \| \| \| 5.º \| Robbie McEwen \| Katusha \| + 0 s \| \| \| 6.º \| Stuart O'Grady \| Saxo Bank \| + 0 s \| \| \| 7.º \| Robert Hunter \| Barloworld \| + 0 s \| \| \| 8.º \| Luca Paolini \| Acqua & Sapone - Caffè Mokambo \| + 0 s \| \| \| 9.º \| Thor Hushovd \| Cervélo TestTeam \| + 0 s \| \| \| 10.º \| Borut Božič \| Vacansoleil \| + 0 s \| \| |                |                                |                 |
| |                |                                |                 |
| |                |                                |                 |
| Clasificación de la etapa |                |                                |                 |
| Ciclista | Ciclista       | Equipo                         | Tiempo          |
| 1.º | Tyler Farrar   | Garmin-Slipstream              | 3 h 53 min 48 s |
| 2.º | Mark Cavendish | Columbia-High Road             | + 0 s           |
| 3.º | Enrico Rossi   | Nankang-Fondriest              | + 0 s           |
| 4.º | Tom Boonen     | Quick Step                     | + 0 s           |
| 5.º | Robbie McEwen  | Katusha                        | + 0 s           |
| 6.º | Stuart O'Grady | Saxo Bank                      | + 0 s           |
| 7.º | Robert Hunter  | Barloworld                     | + 0 s           |
| 8.º | Luca Paolini   | Acqua & Sapone - Caffè Mokambo | + 0 s           |
| 9.º | Thor Hushovd   | Cervélo TestTeam               | + 0 s           |
| 10.º | Borut Božič    | Vacansoleil                    | + 0 s           |

| \| Clasificación general \| Clasificación general \| Clasificación general \| Clasificación general \| Clasificación general \| \| Ciclista \| Ciclista \| Equipo \| Tiempo \| \| \| --------------------- \| --------------------- \| --------------------------- \| --------------------- \| --------------------- \| \| 1.º \| Julien El Fares \| Cofidis, le Crédit en Ligne \| 12 h 20 min 00 s \| \| \| 2.º \| Alessandro Petacchi \| LPR Brakes-Farnese Vini \| + 15 s \| \| \| 3.º \| Daniele Bennati \| Liquigas \| + 15 s \| \| \| 4.º \| Enrico Rossi \| Nankang-Fondriest \| + 20 s \| \| \| 5.º \| Leonardo Duque \| Cofidis, le Crédit en Ligne \| + 25 s \| \| \| 6.º \| Assan Bazayev \| Astana \| + 25 s \| \| \| 7.º \| Matti Breschel \| Saxo Bank \| + 25 s \| \| \| 8.º \| Enrico Gasparotto \| Lampre-NGC \| + 25 s \| \| \| 9.º \| George Hincapie \| Columbia-High Road \| + 25 s \| \| \| 10.º \| Lorenzo Bernucci \| LPR Brakes-Farnese Vini \| + 25 s \| \| |                     |                             |                  |
| |                     |                             |                  |
| |                     |                             |                  |
| Clasificación general |                     |                             |                  |
| Ciclista | Ciclista            | Equipo                      | Tiempo           |
| 1.º | Julien El Fares     | Cofidis, le Crédit en Ligne | 12 h 20 min 00 s |
| 2.º | Alessandro Petacchi | LPR Brakes-Farnese Vini     | + 15 s           |
| 3.º | Daniele Bennati     | Liquigas                    | + 15 s           |
| 4.º | Enrico Rossi        | Nankang-Fondriest           | + 20 s           |
| 5.º | Leonardo Duque      | Cofidis, le Crédit en Ligne | + 25 s           |
| 6.º | Assan Bazayev       | Astana                      | + 25 s           |
| 7.º | Matti Breschel      | Saxo Bank                   | + 25 s           |
| 8.º | Enrico Gasparotto   | Lampre-NGC                  | + 25 s           |
| 9.º | George Hincapie     | Columbia-High Road          | + 25 s           |
| 10.º | Lorenzo Bernucci    | LPR Brakes-Farnese Vini     | + 25 s           |

### Etapa 4
| Foligno - Montelupone | etapa escarpada | (171 km) |

| \| Clasificación de la etapa \| Clasificación de la etapa \| Clasificación de la etapa \| Clasificación de la etapa \| Clasificación de la etapa \| \| Ciclista \| Ciclista \| Equipo \| Tiempo \| \| \| ------------------------- \| ------------------------- \| ----------------------------------------------- \| ------------------------- \| ------------------------- \| \| 1.º \| Joaquim Rodríguez \| Caisse d'Épargne \| 4 h 08 min 35 s \| \| \| 2.º \| Davide Rebellin \| Serramenti PVC Diquigiovanni-Androni Giocattoli \| + 6 s \| \| \| 3.º \| Thomas Lövkvist \| Columbia-High Road \| + 10 s \| \| \| 4.º \| Danilo Di Luca \| LPR Brakes-Farnese Vini \| + 14 s \| \| \| 5.º \| Stefano Garzelli \| Acqua & Sapone - Caffè Mokambo \| + 21 s \| \| \| 6.º \| Julien El Fares \| Cofidis, le Crédit en Ligne \| + 21 s \| \| \| 7.º \| Ryder Hesjedal \| Garmin-Slipstream \| + 21 s \| \| \| 8.º \| Andreas Klöden \| Astana \| + 21 s \| \| \| 9.º \| Michele Scarponi \| Serramenti PVC Diquigiovanni-Androni Giocattoli \| + 21 s \| \| \| 10.º \| Vincenzo Nibali \| Liquigas \| + 21 s \| \| |                   |                                                 |                 |
| |                   |                                                 |                 |
| |                   |                                                 |                 |
| Clasificación de la etapa |                   |                                                 |                 |
| Ciclista | Ciclista          | Equipo                                          | Tiempo          |
| 1.º | Joaquim Rodríguez | Caisse d'Épargne                                | 4 h 08 min 35 s |
| 2.º | Davide Rebellin   | Serramenti PVC Diquigiovanni-Androni Giocattoli | + 6 s           |
| 3.º | Thomas Lövkvist   | Columbia-High Road                              | + 10 s          |
| 4.º | Danilo Di Luca    | LPR Brakes-Farnese Vini                         | + 14 s          |
| 5.º | Stefano Garzelli  | Acqua & Sapone - Caffè Mokambo                  | + 21 s          |
| 6.º | Julien El Fares   | Cofidis, le Crédit en Ligne                     | + 21 s          |
| 7.º | Ryder Hesjedal    | Garmin-Slipstream                               | + 21 s          |
| 8.º | Andreas Klöden    | Astana                                          | + 21 s          |
| 9.º | Michele Scarponi  | Serramenti PVC Diquigiovanni-Androni Giocattoli | + 21 s          |
| 10.º | Vincenzo Nibali   | Liquigas                                        | + 21 s          |

| \| Clasificación general \| Clasificación general \| Clasificación general \| Clasificación general \| Clasificación general \| \| Ciclista \| Ciclista \| Equipo \| Tiempo \| \| \| --------------------- \| --------------------- \| ----------------------------------------------- \| --------------------- \| --------------------- \| \| 1.º \| Joaquim Rodríguez \| Caisse d'Épargne \| 16 h 09 min 10 s \| \| \| 2.º \| Julien El Fares \| Cofidis, le Crédit en Ligne \| + 6 s \| \| \| 3.º \| Davide Rebellin \| Serramenti PVC Diquigiovanni-Androni Giocattoli \| + 10 s \| \| \| 4.º \| Thomas Lövkvist \| Columbia-High Road \| + 16 s \| \| \| 5.º \| Danilo Di Luca \| LPR Brakes-Farnese Vini \| + 24 s \| \| \| 6.º \| Vincenzo Nibali \| Liquigas \| + 31 s \| \| \| 7.º \| Ryder Hesjedal \| Garmin-Slipstream \| + 31 s \| \| \| 8.º \| Stefano Garzelli \| Acqua & Sapone - Caffè Mokambo \| + 31 s \| \| \| 9.º \| Andreas Klöden \| Astana \| + 31 s \| \| \| 10.º \| Michele Scarponi \| Serramenti PVC Diquigiovanni-Androni Giocattoli \| + 31 s \| \| |                   |                                                 |                  |
| |                   |                                                 |                  |
| |                   |                                                 |                  |
| Clasificación general |                   |                                                 |                  |
| Ciclista | Ciclista          | Equipo                                          | Tiempo           |
| 1.º | Joaquim Rodríguez | Caisse d'Épargne                                | 16 h 09 min 10 s |
| 2.º | Julien El Fares   | Cofidis, le Crédit en Ligne                     | + 6 s            |
| 3.º | Davide Rebellin   | Serramenti PVC Diquigiovanni-Androni Giocattoli | + 10 s           |
| 4.º | Thomas Lövkvist   | Columbia-High Road                              | + 16 s           |
| 5.º | Danilo Di Luca    | LPR Brakes-Farnese Vini                         | + 24 s           |
| 6.º | Vincenzo Nibali   | Liquigas                                        | + 31 s           |
| 7.º | Ryder Hesjedal    | Garmin-Slipstream                               | + 31 s           |
| 8.º | Stefano Garzelli  | Acqua & Sapone - Caffè Mokambo                  | + 31 s           |
| 9.º | Andreas Klöden    | Astana                                          | + 31 s           |
| 10.º | Michele Scarponi  | Serramenti PVC Diquigiovanni-Androni Giocattoli | + 31 s           |

### Etapa 5
| Loreto - Macerata | contrarreloj individual | (30 km) |

| \| Clasificación de la etapa \| Clasificación de la etapa \| Clasificación de la etapa \| Clasificación de la etapa \| Clasificación de la etapa \| \| Ciclista \| Ciclista \| Equipo \| Tiempo \| \| \| ------------------------- \| ------------------------- \| ----------------------------------------------- \| ------------------------- \| ------------------------- \| \| 1.º \| Andreas Klöden \| Astana \| 41 min 32 s \| \| \| 2.º \| Stijn Devolder \| Quick Step \| + 20 s \| \| \| 3.º \| Thomas Lövkvist \| Columbia-High Road \| + 21 s \| \| \| 4.º \| Michele Scarponi \| Serramenti PVC Diquigiovanni-Androni Giocattoli \| + 21 s \| \| \| 5.º \| Mijaíl Ignátiev \| Katusha \| + 32 s \| \| \| 6.º \| Robert Gesink \| Rabobank \| + 40 s \| \| \| 7.º \| Stefano Garzelli \| Acqua & Sapone - Caffè Mokambo \| + 41 s \| \| \| 8.º \| Edvald Boasson Hagen \| Columbia-High Road \| + 52 s \| \| \| 9.º \| Linus Gerdemann \| Team Milram \| + 58 s \| \| \| 10.º \| Jérôme Coppel \| La Française des jeux \| + 1 min 00 s \| \| |                      |                                                 |              |
| |                      |                                                 |              |
| |                      |                                                 |              |
| Clasificación de la etapa |                      |                                                 |              |
| Ciclista | Ciclista             | Equipo                                          | Tiempo       |
| 1.º | Andreas Klöden       | Astana                                          | 41 min 32 s  |
| 2.º | Stijn Devolder       | Quick Step                                      | + 20 s       |
| 3.º | Thomas Lövkvist      | Columbia-High Road                              | + 21 s       |
| 4.º | Michele Scarponi     | Serramenti PVC Diquigiovanni-Androni Giocattoli | + 21 s       |
| 5.º | Mijaíl Ignátiev      | Katusha                                         | + 32 s       |
| 6.º | Robert Gesink        | Rabobank                                        | + 40 s       |
| 7.º | Stefano Garzelli     | Acqua & Sapone - Caffè Mokambo                  | + 41 s       |
| 8.º | Edvald Boasson Hagen | Columbia-High Road                              | + 52 s       |
| 9.º | Linus Gerdemann      | Team Milram                                     | + 58 s       |
| 10.º | Jérôme Coppel        | La Française des jeux                           | + 1 min 00 s |

| \| Clasificación general \| Clasificación general \| Clasificación general \| Clasificación general \| Clasificación general \| \| Ciclista \| Ciclista \| Equipo \| Tiempo \| \| \| --------------------- \| --------------------- \| ----------------------------------------------- \| --------------------- \| --------------------- \| \| 1.º \| Andreas Klöden \| Astana \| 16 h 51 min 13 s \| \| \| 2.º \| Thomas Lövkvist \| Columbia-High Road \| + 6 s \| \| \| 3.º \| Michele Scarponi \| Serramenti PVC Diquigiovanni-Androni Giocattoli \| + 21 s \| \| \| 4.º \| Stefano Garzelli \| Acqua & Sapone - Caffè Mokambo \| + 41 s \| \| \| 5.º \| Davide Rebellin \| Serramenti PVC Diquigiovanni-Androni Giocattoli \| + 1 min 02 s \| \| \| 6.º \| Vincenzo Nibali \| Liquigas \| + 1 min 07 s \| \| \| 7.º \| Linus Gerdemann \| Team Milram \| + 1 min 22 s \| \| \| 8.º \| Ivan Basso \| Liquigas \| + 1 min 25 s \| \| \| 9.º \| Ryder Hesjedal \| Garmin-Slipstream \| + 1 min 26 s \| \| \| 10.º \| Johan Vansummeren \| Silence-Lotto \| + 1 min 34 s \| \| |                   |                                                 |                  |
| |                   |                                                 |                  |
| |                   |                                                 |                  |
| Clasificación general |                   |                                                 |                  |
| Ciclista | Ciclista          | Equipo                                          | Tiempo           |
| 1.º | Andreas Klöden    | Astana                                          | 16 h 51 min 13 s |
| 2.º | Thomas Lövkvist   | Columbia-High Road                              | + 6 s            |
| 3.º | Michele Scarponi  | Serramenti PVC Diquigiovanni-Androni Giocattoli | + 21 s           |
| 4.º | Stefano Garzelli  | Acqua & Sapone - Caffè Mokambo                  | + 41 s           |
| 5.º | Davide Rebellin   | Serramenti PVC Diquigiovanni-Androni Giocattoli | + 1 min 02 s     |
| 6.º | Vincenzo Nibali   | Liquigas                                        | + 1 min 07 s     |
| 7.º | Linus Gerdemann   | Team Milram                                     | + 1 min 22 s     |
| 8.º | Ivan Basso        | Liquigas                                        | + 1 min 25 s     |
| 9.º | Ryder Hesjedal    | Garmin-Slipstream                               | + 1 min 26 s     |
| 10.º | Johan Vansummeren | Silence-Lotto                                   | + 1 min 34 s     |

### Etapa 6
| Civitanova Marche - Camerino | etapa de media montaña | (235 km) |

| \| Clasificación de la etapa \| Clasificación de la etapa \| Clasificación de la etapa \| Clasificación de la etapa \| Clasificación de la etapa \| \| Ciclista \| Ciclista \| Equipo \| Tiempo \| \| \| ------------------------- \| ------------------------- \| ----------------------------------------------- \| ------------------------- \| ------------------------- \| \| 1.º \| Michele Scarponi \| Serramenti PVC Diquigiovanni-Androni Giocattoli \| 6 h 36 min 12 s \| \| \| 2.º \| Stefano Garzelli \| Acqua & Sapone - Caffè Mokambo \| + 1 s \| \| \| 3.º \| Ivan Basso \| Liquigas \| + 3 s \| \| \| 4.º \| Danilo Di Luca \| LPR Brakes-Farnese Vini \| + 1 min 09 s \| \| \| 5.º \| Joaquim Rodríguez \| Caisse d'Épargne \| + 1 min 11 s \| \| \| 6.º \| Julien El Fares \| Cofidis, le Crédit en Ligne \| + 1 min 15 s \| \| \| 7.º \| Davide Rebellin \| Serramenti PVC Diquigiovanni-Androni Giocattoli \| + 1 min 15 s \| \| \| 8.º \| Luca Mazzanti \| Katusha \| + 1 min 15 s \| \| \| 9.º \| Thomas Lövkvist \| Columbia-High Road \| + 1 min 15 s \| \| \| 10.º \| Daniele Pietropolli \| LPR Brakes-Farnese Vini \| + 1 min 15 s \| \| |                     |                                                 |                 |
| |                     |                                                 |                 |
| |                     |                                                 |                 |
| Clasificación de la etapa |                     |                                                 |                 |
| Ciclista | Ciclista            | Equipo                                          | Tiempo          |
| 1.º | Michele Scarponi    | Serramenti PVC Diquigiovanni-Androni Giocattoli | 6 h 36 min 12 s |
| 2.º | Stefano Garzelli    | Acqua & Sapone - Caffè Mokambo                  | + 1 s           |
| 3.º | Ivan Basso          | Liquigas                                        | + 3 s           |
| 4.º | Danilo Di Luca      | LPR Brakes-Farnese Vini                         | + 1 min 09 s    |
| 5.º | Joaquim Rodríguez   | Caisse d'Épargne                                | + 1 min 11 s    |
| 6.º | Julien El Fares     | Cofidis, le Crédit en Ligne                     | + 1 min 15 s    |
| 7.º | Davide Rebellin     | Serramenti PVC Diquigiovanni-Androni Giocattoli | + 1 min 15 s    |
| 8.º | Luca Mazzanti       | Katusha                                         | + 1 min 15 s    |
| 9.º | Thomas Lövkvist     | Columbia-High Road                              | + 1 min 15 s    |
| 10.º | Daniele Pietropolli | LPR Brakes-Farnese Vini                         | + 1 min 15 s    |

| \| Clasificación general \| Clasificación general \| Clasificación general \| Clasificación general \| Clasificación general \| \| Ciclista \| Ciclista \| Equipo \| Tiempo \| \| \| --------------------- \| --------------------- \| ----------------------------------------------- \| --------------------- \| --------------------- \| \| 1.º \| Michele Scarponi \| Serramenti PVC Diquigiovanni-Androni Giocattoli \| 23 h 27 min 36 s \| \| \| 2.º \| Stefano Garzelli \| Acqua & Sapone - Caffè Mokambo \| + 25 s \| \| \| 3.º \| Andreas Klöden \| Astana \| + 1 min 07 s \| \| \| 4.º \| Thomas Lövkvist \| Columbia-High Road \| + 1 min 10 s \| \| \| 5.º \| Ivan Basso \| Liquigas \| + 1 min 13 s \| \| \| 6.º \| Davide Rebellin \| Serramenti PVC Diquigiovanni-Androni Giocattoli \| + 2 min 06 s \| \| \| 7.º \| Linus Gerdemann \| Team Milram \| + 2 min 32 s \| \| \| 8.º \| Ryder Hesjedal \| Garmin-Slipstream \| + 2 min 33 s \| \| \| 9.º \| Kanstantsín Siutsou \| Columbia-High Road \| + 2 min 41 s \| \| \| 10.º \| Vincenzo Nibali \| Liquigas \| + 2 min 54 s \| \| |                     |                                                 |                  |
| |                     |                                                 |                  |
| |                     |                                                 |                  |
| Clasificación general |                     |                                                 |                  |
| Ciclista | Ciclista            | Equipo                                          | Tiempo           |
| 1.º | Michele Scarponi    | Serramenti PVC Diquigiovanni-Androni Giocattoli | 23 h 27 min 36 s |
| 2.º | Stefano Garzelli    | Acqua & Sapone - Caffè Mokambo                  | + 25 s           |
| 3.º | Andreas Klöden      | Astana                                          | + 1 min 07 s     |
| 4.º | Thomas Lövkvist     | Columbia-High Road                              | + 1 min 10 s     |
| 5.º | Ivan Basso          | Liquigas                                        | + 1 min 13 s     |
| 6.º | Davide Rebellin     | Serramenti PVC Diquigiovanni-Androni Giocattoli | + 2 min 06 s     |
| 7.º | Linus Gerdemann     | Team Milram                                     | + 2 min 32 s     |
| 8.º | Ryder Hesjedal      | Garmin-Slipstream                               | + 2 min 33 s     |
| 9.º | Kanstantsín Siutsou | Columbia-High Road                              | + 2 min 41 s     |
| 10.º | Vincenzo Nibali     | Liquigas                                        | + 2 min 54 s     |

### Etapa 7
| San Benedetto del Tronto - San Benedetto del Tronto | etapa llana | (169 km) |

| \| Clasificación de la etapa \| Clasificación de la etapa \| Clasificación de la etapa \| Clasificación de la etapa \| Clasificación de la etapa \| \| Ciclista \| Ciclista \| Equipo \| Tiempo \| \| \| ------------------------- \| ------------------------- \| ------------------------------ \| ------------------------- \| ------------------------- \| \| 1.º \| Mark Cavendish \| Columbia-High Road \| 4 h 09 min 46 s \| \| \| 2.º \| Tyler Farrar \| Garmin-Slipstream \| + 0 s \| \| \| 3.º \| Baden Cooke \| Vacansoleil \| + 0 s \| \| \| 4.º \| Daniele Bennati \| Liquigas \| + 0 s \| \| \| 5.º \| Yauheni Hutarovich \| La Française des jeux \| + 0 s \| \| \| 6.º \| Angelo Furlan \| Lampre-NGC \| + 0 s \| \| \| 7.º \| Aurélien Clerc \| AG2R La Mondiale \| + 0 s \| \| \| 8.º \| Danilo Napolitano \| Katusha \| + 0 s \| \| \| 9.º \| Luca Paolini \| Acqua & Sapone - Caffè Mokambo \| + 0 s \| \| \| 10.º \| Allan Davis \| Quick Step \| + 0 s \| \| |                    |                                |                 |
| |                    |                                |                 |
| |                    |                                |                 |
| Clasificación de la etapa |                    |                                |                 |
| Ciclista | Ciclista           | Equipo                         | Tiempo          |
| 1.º | Mark Cavendish     | Columbia-High Road             | 4 h 09 min 46 s |
| 2.º | Tyler Farrar       | Garmin-Slipstream              | + 0 s           |
| 3.º | Baden Cooke        | Vacansoleil                    | + 0 s           |
| 4.º | Daniele Bennati    | Liquigas                       | + 0 s           |
| 5.º | Yauheni Hutarovich | La Française des jeux          | + 0 s           |
| 6.º | Angelo Furlan      | Lampre-NGC                     | + 0 s           |
| 7.º | Aurélien Clerc     | AG2R La Mondiale               | + 0 s           |
| 8.º | Danilo Napolitano  | Katusha                        | + 0 s           |
| 9.º | Luca Paolini       | Acqua & Sapone - Caffè Mokambo | + 0 s           |
| 10.º | Allan Davis        | Quick Step                     | + 0 s           |

## Clasificaciones finales
- Las clasificaciones finalizaron de la siguiente forma:

### Clasificación general
| \| Clasificación general \| Clasificación general \| Clasificación general \| Clasificación general \| Clasificación general \| \| Ciclista \| Ciclista \| Equipo \| Tiempo \| \| \| --------------------- \| --------------------- \| ----------------------------------------------- \| --------------------- \| --------------------- \| \| 1.º \| Michele Scarponi \| Serramenti PVC Diquigiovanni-Androni Giocattoli \| 27 h 37 min 22 s \| \| \| 2.º \| Stefano Garzelli \| Acqua & Sapone - Caffè Mokambo \| + 25 s \| \| \| 3.º \| Andreas Klöden \| Astana \| + 1 min 07 s \| \| \| 4.º \| Thomas Lövkvist \| Columbia-High Road \| + 1 min 10 s \| \| \| 5.º \| Ivan Basso \| Liquigas \| + 1 min 13 s \| \| \| 6.º \| Davide Rebellin \| Serramenti PVC Diquigiovanni-Androni Giocattoli \| + 2 min 06 s \| \| \| 7.º \| Linus Gerdemann \| Team Milram \| + 2 min 32 s \| \| \| 8.º \| Ryder Hesjedal \| Garmin-Slipstream \| + 2 min 33 s \| \| \| 9.º \| Kanstantsín Siutsou \| Columbia-High Road \| + 2 min 41 s \| \| \| 10.º \| Vincenzo Nibali \| Liquigas \| + 2 min 54 s \| \| |                     |                                                 |                  |
| |                     |                                                 |                  |
| |                     |                                                 |                  |
| Clasificación general |                     |                                                 |                  |
| Ciclista | Ciclista            | Equipo                                          | Tiempo           |
| 1.º | Michele Scarponi    | Serramenti PVC Diquigiovanni-Androni Giocattoli | 27 h 37 min 22 s |
| 2.º | Stefano Garzelli    | Acqua & Sapone - Caffè Mokambo                  | + 25 s           |
| 3.º | Andreas Klöden      | Astana                                          | + 1 min 07 s     |
| 4.º | Thomas Lövkvist     | Columbia-High Road                              | + 1 min 10 s     |
| 5.º | Ivan Basso          | Liquigas                                        | + 1 min 13 s     |
| 6.º | Davide Rebellin     | Serramenti PVC Diquigiovanni-Androni Giocattoli | + 2 min 06 s     |
| 7.º | Linus Gerdemann     | Team Milram                                     | + 2 min 32 s     |
| 8.º | Ryder Hesjedal      | Garmin-Slipstream                               | + 2 min 33 s     |
| 9.º | Kanstantsín Siutsou | Columbia-High Road                              | + 2 min 41 s     |
| 10.º | Vincenzo Nibali     | Liquigas                                        | + 2 min 54 s     |

### Clasificación de los puntos
| Clasificación por puntos | Clasificación por puntos | Clasificación por puntos                        | Clasificación por puntos | Clasificación por puntos |
| Ciclista                 | Ciclista                 | Equipo                                          | Puntos                   |                          |
| ------------------------ | ------------------------ | ----------------------------------------------- | ------------------------ | ------------------------ |
| 1.º                      | Julien El Fares          | Cofidis, le Crédit en Ligne                     | 27 pts                   |                          |
| 2.º                      | Daniele Bennati          | Liquigas                                        | 25 pts                   |                          |
| 3.º                      | Mark Cavendish           | Columbia-High Road                              | 22 pts                   |                          |
| 4.º                      | Tyler Farrar             | Garmin-Slipstream                               | 22 pts                   |                          |
| 5.º                      | Michele Scarponi         | Serramenti PVC Diquigiovanni-Androni Giocattoli | 21 pts                   |                          |
| 6.º                      | Stefano Garzelli         | Acqua & Sapone - Caffè Mokambo                  | 20 pts                   |                          |
| 7.º                      | Alessandro Petacchi      | LPR Brakes-Farnese Vini                         | 19 pts                   |                          |
| 8.º                      | Joaquim Rodríguez        | Caisse d'Épargne                                | 18 pts                   |                          |
| 9.º                      | Thomas Lövkvist          | Columbia-High Road                              | 18 pts                   |                          |
| 10.º                     | Andreas Klöden           | Astana                                          | 15 pts                   |                          |

### Clasificación de la montaña
| Clasificación de la montaña | Clasificación de la montaña | Clasificación de la montaña                     | Clasificación de la montaña | Clasificación de la montaña |
| Ciclista                    | Ciclista                    | Equipo                                          | Puntos                      |                             |
| --------------------------- | --------------------------- | ----------------------------------------------- | --------------------------- | --------------------------- |
| 1.º                         | Egoi Martínez               | Euskaltel-Euskadi                               | 10 pts                      |                             |
| 2.º                         | Davide Rebellin             | Serramenti PVC Diquigiovanni-Androni Giocattoli | 6 pts                       |                             |
| 3.º                         | Ermanno Capelli             | Fuji-Servetto                                   | 6 pts                       |                             |
| 4.º                         | Julien El Fares             | Cofidis, le Crédit en Ligne                     | 5 pts                       |                             |
| 5.º                         | Gilberto Simoni             | Serramenti PVC Diquigiovanni-Androni Giocattoli | 5 pts                       |                             |
| 6.º                         | Giampaolo Cheula            | Barloworld                                      | 5 pts                       |                             |
| 7.º                         | Lieuwe Westra               | Vacansoleil                                     | 5 pts                       |                             |
| 8.º                         | Olivier Kaisen              | Silence-Lotto                                   | 5 pts                       |                             |
| 9.º                         | Michele Scarponi            | Serramenti PVC Diquigiovanni-Androni Giocattoli | 5 pts                       |                             |
| 10.º                        | Matteo Carrara              | Vacansoleil                                     | 5 pts                       |                             |

### Clasificación de los jóvenes
| Clasificación del mejor joven | Clasificación del mejor joven | Clasificación del mejor joven | Clasificación del mejor joven | Clasificación del mejor joven |
| Ciclista                      | Ciclista                      | Equipo                        | Tiempo                        |                               |
| ----------------------------- | ----------------------------- | ----------------------------- | ----------------------------- | ----------------------------- |
| 1.º                           | Thomas Lövkvist               | Columbia-High Road            | 27 h 38 min 32 s              |                               |
| 2.º                           | Vincenzo Nibali               | Liquigas                      | + 1 min 44 s                  |                               |
| 3.º                           | Robert Gesink                 | Rabobank                      | + 1 min 55 s                  |                               |
| 4.º                           | Julien El Fares               | Cofidis, le Crédit en Ligne   | + 2 min 11 s                  |                               |
| 5.º                           | Eros Capecchi                 | Fuji-Servetto                 | + 2 min 27 s                  |                               |
| 6.º                           | Rene Mandri                   | AG2R La Mondiale              | + 13 min 20 s                 |                               |
| 7.º                           | Johannes Fröhlinger           | Team Milram                   | + 13 min 46 s                 |                               |
| 8.º                           | Valerio Agnoli                | Liquigas                      | + 15 min 09 s                 |                               |
| 9.º                           | Peter Velits                  | Team Milram                   | + 17 min 52 s                 |                               |
| 10.º                          | Anthony Roux                  | La Française des jeux         | + 27 min 17 s                 |                               |

## Evolución de las clasificaciones
| Etapa (Vencedor)                 | Clasificación general | Clasificación por puntos | Clasificación de la montaña | Clasificación de los jóvenes |
| -------------------------------- | --------------------- | ------------------------ | --------------------------- | ---------------------------- |
| 1.ª etapa (Julien El Fares)      | Julien El Fares       | Julien El Fares          | Julien El Fares             | Julien El Fares              |
| 2.ª etapa (Alessandro Petacchi)  | Julien El Fares       | Alessandro Petacchi      | Julien El Fares             | Julien El Fares              |
| 3.ª etapa (Tyler Farrar)         | Julien El Fares       | Alessandro Petacchi      | Julien El Fares             | Julien El Fares              |
| 4.ª etapa (Joaquim Rodríguez)    | Joaquim Rodríguez     | Julien El Fares          | Ermanno Capelli             | Julien El Fares              |
| 5.ª etapa (CRI) (Andreas Klöden) | Andreas Klöden        | Julien El Fares          | Ermanno Capelli             | Thomas Lövkvist              |
| 6.ª etapa (Michele Scarponi)     | Michele Scarponi      | Julien El Fares          | Egoi Martínez               | Thomas Lövkvist              |
| 7.ª etapa (Mark Cavendish)       | Michele Scarponi      | Julien El Fares          | Egoi Martínez               | Thomas Lövkvist              |
| Final                            | Michele Scarponi      | Julien El Fares          | Egoi Martínez               | Thomas Lövkvist              |